# Médaille des victimes de 1851
La médaille des victimes de 1851 est une médaille commémorative française.
Elle récompense les résistants républicains victimes du coup d’État du 2 décembre 1851 ,,. La Troisième République donne ainsi un caractère officiel à la thèse de la lutte pour le droit menée par les insurgés.

## Description

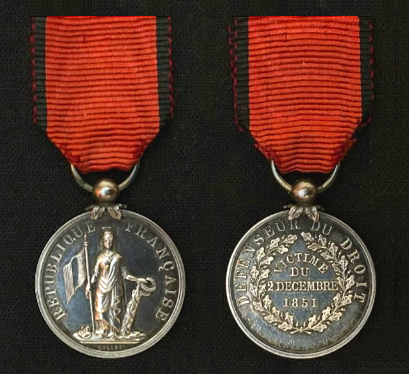
La médaille des victimes de 1851 (avers et revers).

La médaille est en argent, de diamètre de 21 mm et signée Calipé. L’avers représente la République tenant le drapeau français et deux couronnes de laurier, la main posée sur un faisceau de licteur, avec à ses pieds la couronne royale, bordée des mots « REPUBLIQUE FRANÇAISE ». Le revers porte la légende « VICTIME DU 2 DÉCEMBRE 1851 » encadrée de deux rameaux de chêne et bordée des mots « DÉFENSEUR DU DROIT »,. Le ruban est rouge bordé de liserés noirs,.